# Volkswagen (entreprise)
Ne doit pas être confondu avec la marque Volkswagen.
Volkswagen AG est un groupe automobile allemand fondé en 1937 et basé à Wolfsburg en Basse-Saxe. Il commercialise de nombreux types de véhicules à travers ses marques automobiles Volkswagen, Audi, Seat, Cupra, Škoda, Porsche, Lamborghini, Bentley, les motos Ducati, et les camions Scania, MAN, Navistar. Le groupe offre également des services de financement, de crédit-bail et de gestion de flotte automobile.
Volkswagen est coté à la Bourse de Francfort et fait partie de l'indice DAX.
Premier constructeur automobile en Europe depuis 1988, il est entre 2018 et 2021 le premier constructeur mondial de véhicules devant Toyota,. En 2022, Volkswagen est la première entreprise allemande en chiffre d'affaires et en nombre d'employés.

## Histoire

### Avant 1939

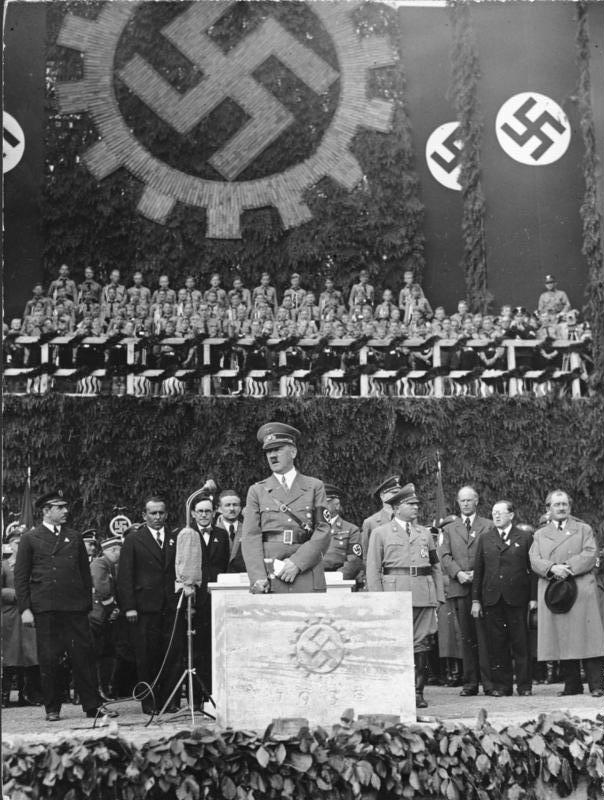
Pose de la première pierre de la première usine Volkswagen par Adolf Hitler, le 26 mai 1938. Ferdinand Porsche se trouve à l'extrémité droite de l'image.

Conçue par l'ingénieur Ferdinand Porsche dans les années 1930 sous le IIIe Reich, les premiers prototypes de KdF-Wagen (K pour Kraft, d pour durch, F pour Freude ce qui se traduit par « La force par la joie ») sont produits en 1936. La production commence officiellement en 1938 ; c'est la VW 1200. L'objectif de Ferdinand Porsche (fixé par le gouvernement nazi) était de créer une voiture pour tous les citoyens allemands répondant à différents critères : le véhicule ne doit pas coûter cher : 1 000 reichsmarks (la monnaie officielle de l’époque) ; il doit être capable d’emporter 4 à 5 personnes tout en atteignant les 100 km/h ; il faut qu’il soit robuste, pour résister aux hivers allemands plutôt froids.
Il faut noter que « si le Dr Porsche a rencontré Hitler au début de la guerre, c’est uniquement pour obtenir des fonds afin de développer un projet de voiture de course révolutionnaire. Il n’adhère alors pas à l’idéologie nazie, mais cherche seulement à tirer profit de sa réputation pour obtenir le financement indispensable à ses travaux. À l’inverse de son fils, Ferdinand Porsche n’a aucun sens politique. Obsédé par son métier d’ingénieur, il ne se pose pas de questions morales. Si des subventions publiques sont disponibles, qu’il s’agisse d’une voiture de course ou d’un char, il cherche simplement à être le meilleur. »

### 1945-1972: succès de la Coccinelle
Après la Seconde Guerre mondiale, le major anglais Ivan Hirst reprend la production de la VW 1200 dans l'usine qui est alors confiée à l'armée anglaise. Elle sera remise aux allemands en 1949.
Dans les années 1950, VW prend son essor ; ce modèle est baptisé Käfer en Allemagne, Coccinelle en France, Beetle en Grande-Bretagne et aux États-Unis, Fusca au Brésil, Carocha au Portugal, Vocho au Mexique.
La production de la VW 1200 atteindra 3 millions d'exemplaires au cours des années 1960, il sera le modèle importé le plus vendu aux États-Unis tout au long des années 1950 et 1960. Le modèle est rénové en 1955 avec la sortie des modèles coupé et cabriolet Karmann-Ghia, du nom des carrossiers qui les ont dessinés (Ghia) et produits (Karmann). Au total la VW 1200 a été vendue à 21 millions d'exemplaires à travers le monde, supplantant le précédent record détenu par la Ford T produite à 15 millions d'exemplaires.
En 1961 est proposée la VW 1500, qui sera produite à 3 millions d'exemplaires entre 1961 et 1973. VW rachète ses compatriotes Audi en 1965 et NSU en 1969, et propose en 1970, la VW K70 en reprenant un modèle NSU ; c'est le premier modèle à traction avant de Volkswagen, qui abandonne ainsi les modèles à propulsion.

### 1972-2000: montée en gamme de la marque
La filiale Audi lance en 1972, l'Audi 80 ; VW lance en 1973, la Passat ; en 1974 sort la Golf et sa version coupé Scirocco. En 1976, Volkswagen lance sa première automobile à moteur diesel.
En 1986, Volkswagen prend une participation de 51 % dans Seat.
Les marques de luxe, arrivées à la fin des années 1990 au sein du groupe, font que celui-ci s'éloigne de l'esprit originel de Volkswagen (Volkswagen signifiant littéralement voiture du peuple en allemand), les modèles produits par celui-ci n'étant plus particulièrement « populaires ». À titre d'exemple, le Touareg partage sa plateforme avec le Porsche Cayenne.
La marque Škoda, rachetée en 1991 à la suite de la chute du mur de Berlin, permet au groupe de proposer des véhicules techniquement proches des Volkswagen, utilisant des composants et des technologies de l'allemand, mais à des prix inférieurs, en bénéficiant notamment du coût de la main-d'œuvre sensiblement plus faible de la République tchèque.
Skoda doit ainsi permettre d'élargir la gamme de Volkswagen vers les modèles bon marché.
En 1998, Volkswagen acquiert Bentley, Bugatti et Lamborghini.

### Années 2000: expansion du groupe
Le 22 avril 2004 est annoncé le rachat de LeasePlan, le leader européen de la location longue durée de véhicules, à la banque néerlandaise ABN AMRO. Une acquisition de 2 milliards d'euros que Volkswagen prend à moitié à sa charge. Le constructeur s'associe, dans cette opération, au groupe Mubadala et au groupe Olayan qui détiennent chacun 25 % de LeasePlan.
En juillet 2004, devant des résultats en chute, le patron de Volkswagen présente son plan de redressement et sa volonté de faire des économies.[réf. nécessaire]
En 2004, la marque enregistrait une perte d’exploitation de 250 millions d’euros et une baisse de 30 % du bénéfice net du groupe.
Au cours de l’année 2006, un vaste plan de restructuration est engagé, qui conduit à la suppression de près de 20 000 emplois en Allemagne et à l’arrêt de la production de la Golf sur le site de Forest-Bruxelles en Belgique.
Au cours de l’été 2006, Porsche obtient l’autorisation de l’État allemand de prendre la minorité de blocage de Volkswagen, en prenant ainsi le contrôle du constructeur automobile.
En novembre 2006, Martin Winterkorn devient le nouveau patron de la marque. Ferdinand Piëch, petit-fils de Ferdinand Porsche, a repris la main « en plaçant son poulain ».
L’entreprise, dont le siège social est situé à Wolfsbourg, a réalisé en 2006, un chiffre d’affaires de 104,8 milliards d’euros. Son bénéfice net pour cette même année est de 2,75 milliards d’euros.
Le groupe est détenu à hauteur de 42,6 % par le groupe Porsche (plus 31,5 % d'options) et à 20,1 % par le land de Basse-Saxe. Porsche cherche depuis l’été 2007 à porter sa participation dans le groupe à 50 % du capital. Cette décision est l’amorce d’une importante restructuration et concentration dans l’industrie automobile européenne.
Le 16 novembre 2007, Volkswagen, alors premier constructeur automobile européen, annonce que la société va investir, les trois années suivantes, 28,9 milliards d’euros dans de nouveaux modèles et des usines, pour réaliser la croissance nécessaire. La somme de 13,8 milliards d’euros va être investie dans la production de nouveaux modèles et la modernisation de modèles existants, alors que 7,1 milliards iront aux usines. Volkswagen a une capitalisation boursière de 42,7 milliards d’euros. Le groupe ambitionne, en effet, de devenir à terme le premier constructeur automobile mondial.
Le 3 mars 2008, Volkswagen annonce le rachat de la société suédoise de poids lourds Scania. Le nouvel ensemble industriel pèse plus de 150 milliards d’euros. Le 25 octobre de la même année, alors que les bourses mondiales s'effondrent, l'action de Volkswagen triple et sauve ainsi la Bourse de Frankfurt. Ce jour-là, Volkswagen devient pendant quelques heures, la première capitalisation mondiale devant ExxonMobil.
Le 23 juillet 2009, Volkswagen finalise le rachat de l'entreprise Porsche, qui était au bord de la faillite et qui devient la dixième marque du groupe Volkswagen.
La marque de luxe, qui essayait depuis plusieurs mois de racheter son compatriote n'y est donc finalement pas parvenu. La fusion des deux groupes sera finalisée le 1er août 2012.
Le 10 décembre 2009, Volkswagen monte dans le capital de Suzuki. Pour 222,5 milliards de yens soit 1,7 milliard d'euros, Volkswagen acquiert 19,9 % du capital du japonais. Cette opération permet d'abord à Volkswagen de se rapprocher du marché des motos, qui représentent 15 % du chiffre d’affaires de Suzuki, de se positionner sur le prometteur marché indien puisque la coentreprise entre Suzuki et l'indien Maruti est leader de ce marché, et se donne la possibilité de doubler Toyota en ce qui concerne les volumes de ventes, le cumul des ventes estimées de Volkswagen et Suzuki pour 2009 s'élevant à 8,1 millions d'unités contre 7,7 millions pour l'actuel leader.
Le 29 mars 2011, Volkswagen récupère le contrôle de PGA Motors, premier concessionnaire français avec plus de 300 établissements, précédemment détenu en direct par Porsche Holding Salzburg. Fin 2011, la marque annonce son arrivée en WRC avec sa Polo R WRC, avec comme pilote Sébastien Ogier et Andreas Mikkelsen[réf. nécessaire].
En 2013, Volkswagen est devenue l'entreprise la plus innovante du monde selon le dernier classement de Booz & Company. La marque a consacré 11,4 milliards de dollars en 2013 à la Recherche et développement soit près de 4,6 % de son chiffre d’affaires.
En juin 2015, le gouvernement chinois indique qu'il permet à Volkswagen d'augmenter sa participation dans sa coentreprise avec FAW de 40 % à 50 %, pour un montant estimé à 5 milliards de dollars. En août 2015, à la suite des nombreux désaccords avec Suzuki, une instance de médiation mandatée par les deux entreprises demande à Volkswagen de vendre sa participation de 19,9 % dans Suzuki à Suzuki elle-même, participation ayant une valeur d'environ 3,4 milliards d'euros. De plus, Volkswagen devra payer des compensations, l'instance ayant reconnu que celle-ci est responsable de l'arrêt d'une partie des accords entre les deux sociétés,.

### 2015: déclin du marché automobile et l'affaire Volkswagen
En 2015, Volkswagen est touché par le ralentissement pressenti de la croissance du marché automobile chinois, qui constitue son principal marché. Le marché automobile chinois est passé d'une croissance de 13,9 % en 2013 à une croissance de 7,9 % en 2014.
En septembre 2015, le groupe reconnaît l'utilisation entre 2009 et 2015 d'un logiciel diminuant frauduleusement les émissions polluantes d'un de ses moteurs diesel lors des contrôles d'homologation. Selon le groupe, plus de 11 millions de véhicules de ses marques Volkswagen, Audi, Seat et Škoda en ont été équipés à travers le monde. L'affaire, sans équivalent dans l'histoire Automobile, est révélée par l'Agence américaine de protection de l'environnement (EPA) et entraîne la démission du président du directoire du groupe Martin Winterkorn. Une enquête du département de la Justice des États-Unis est en cours afin d'établir précisément les faits.
En juin 2016, Volkswagen propose un accord à l'amiable avec les autorités américaines, qui fixe l'arrêt des poursuites pour ce pays contre environ 15 milliards de dollars. L'accord doit encore être validé par les autorités américaines.
En septembre 2016, Volkswagen annonce l'acquisition d'une participation de 16,6 % dans Navistar pour 256 millions de dollars en même temps qu'un contrat de fourniture de moteur Volkswagen est signé par Navistar.
En novembre 2016, Volkswagen annonce la suppression de 30 000 emplois avant 2020, pour la majorité en Allemagne via des mises en retraite anticipées, mais aussi en Amérique du Nord et au Brésil où les ventes du groupe sont décevantes. En parallèle, Volkswagen annonce pour la même période, la création de 9 000 postes notamment liés à la production de voitures électriques.

### 2016: VW devient le premier vendeur d'automobiles
Le groupe Volkswagen, qui détient Audi, Porsche, Seat, Skoda et Bentley, est devenu en 2016, le 1ᵉʳ constructeur automobile mondial devant Toyota, et retrouve ainsi la première place qu'il occupait en 2008.
Le géant allemand a vendu 10,3 millions d’unités, en hausse de 3,8 %, un record malgré son image entachée par le scandale des moteurs diesel truqués.

### 2017: fin de la holding familiale
En février 2017, Volkswagen est critiquée après avoir accordé un parachute doré de 13 millions d’euros à Christine Hohmann-Dennhardt, son ancienne directrice juridique, qui quittait l'entreprise après seulement un an d'ancienneté.
En avril 2017, Ferdinand Piëch se désengage totalement de Volkswagen en revendant ses actions. Les actions de l'entreprise Volkswagen sont détenues, avant cette cession, à 52,2 % par Porsche Automobil Holding SE,,.
En septembre 2019, Johan de Nysschen ancien directeur d'Audi America et de Cadillac est embauché par le groupe Volkswagen pour relancer l'activité aux États-Unis et atténuer le scandale du Dieselgate sur ce territoire sensible.
En janvier 2020, le groupe Volkswagen annonce via sa filiale Traton, de l'acquisition de Navistar pour 2,9 milliards de dollars, qu'il détenait à 16,6 % depuis 2016.
En mars 2020, Volkswagen annonce la suppression de 5 000 postes pour l'horizon 2023 et en parallèle annonce des investissements importants dans la voiture électrique et les batteries.
En juin 2021, Volkswagen annonce son intention de stopper la production de véhicules thermiques en Europe d'ici 2035, afin de se concentrer davantage sur l'électrique. En juillet 2021, Volkswagen annonce l'acquisition d'Europcar pour 2,9 milliards d'euros, au travers d'un consortium dont Volkswagen sera propriétaire aux deux tiers.
En juillet 2022, le groupe annonce qu'Oliver Blume, patron de Porsche, remplacera Herbert Diess à la direction de Volkswagen. Sa prise de fonction débute à partir du 1er septembre 2022,.
En octobre 2024, Volkswagen annonce avoir réalisé un bénéfice net de 8,9 milliards d'euros au cours des 9 premiers mois de l'année 2024, en baisse de 31 % par rapport à 2023.
En décembre 2024, le groupe annonce que 35 000 emplois en Allemagne, soit près de 30 % des emplois du groupe dans le pays, doivent être supprimés à l'horizon 2030.

## Marques

Usines d'assemblage du groupe Volkswagen dans le monde

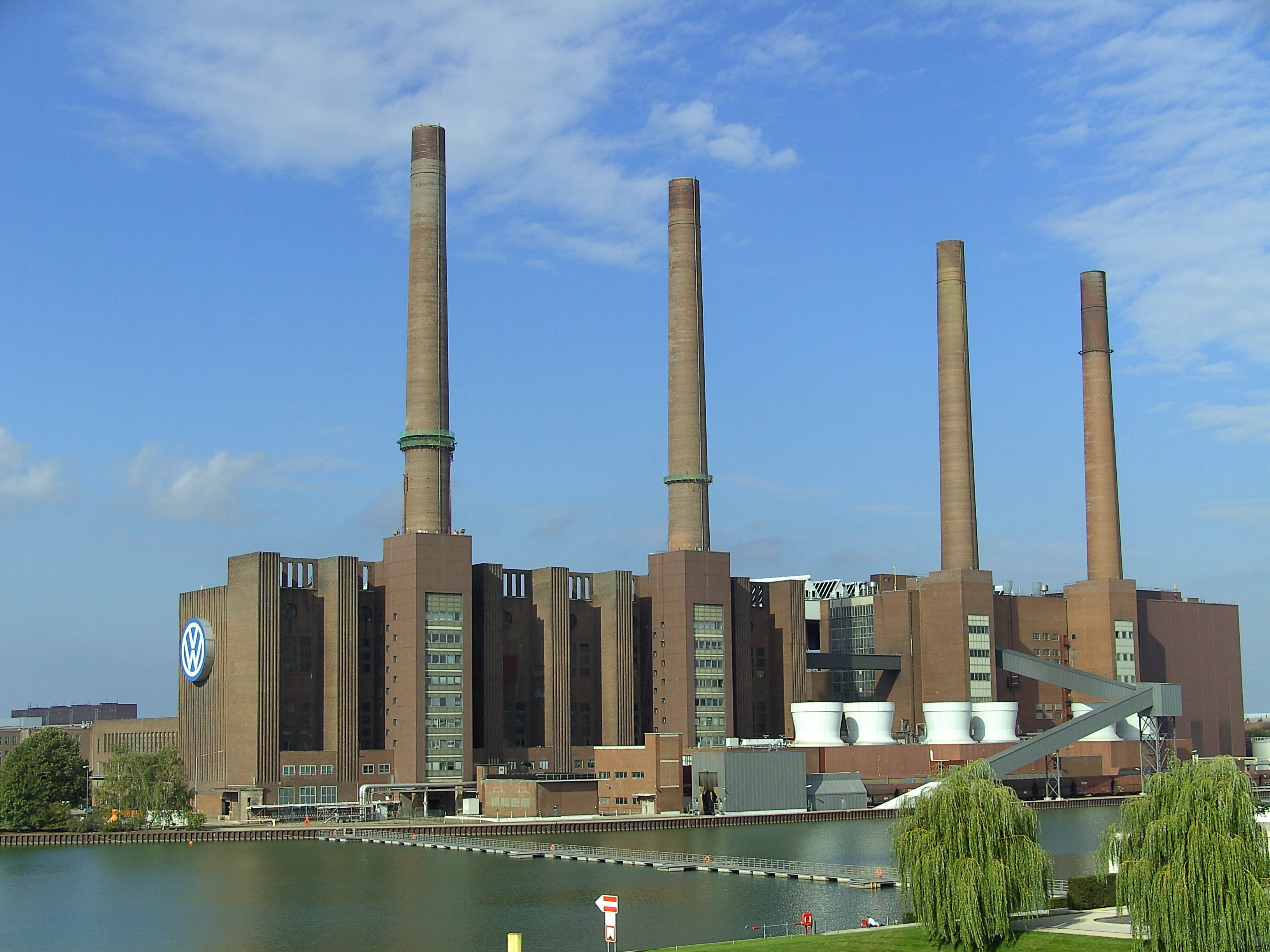
Usine du constructeur automobile Volkswagen AG dans la ville allemande de Wolfsbourg, siège social du groupe

Depuis le 18 décembre 2009 et dans le cadre de son rapprochement avec Porsche SE, Volkswagen AG est détenu à hauteur de 17 % par le Qatar via Qatar Holdings.
Le groupe détient les marques suivantes :
- Volkswagen ( Allemagne) ;
- Audi ( Allemagne), depuis 1964 (anciennement partie d'Auto Union AG, qui regroupait Audi, Wanderer, Horch, et DKW), d'où le logo conservé par Audi seule, les autres ayant disparu ;
- Seat ( Espagne), depuis 1986,
  - Cupra ( Espagne), la division sportive de Seat qui devient une marque à part entière le 22 février 2018 ;
- Škoda ( République tchèque), depuis 1991 ;
- Bugatti ( France), voitures sportives de très grand luxe, depuis 1998, Acquisitions par Rimac Group en 2021. ;
- Lamborghini ( Italie), sportives (supercars), depuis 1998 ;
- Bentley ( Angleterre), voitures de grand luxe, depuis 1999 ;
- Volkswagen Nutzfahrzeuge ( Allemagne), véhicules utilitaires ;
- MAN ( Allemagne), à 71,1 % depuis avril 2012, véhicules poids lourds[55],[56] ;
- Ducati ( Italie), motos, depuis avril 2012[57] ;
- Porsche ( Allemagne), depuis août 2012, avec une forte montée en capital dès décembre 2008, voitures de sport ;
- Scania et Saab Automobile ( Suède), véhicules poids lourds, depuis le 13 mai 2014 et le 30 juin 2023[56] ;
- Renk AG, spécialiste des transmissions et boîtes de vitesses[58] ;
- Sol ( Chine) depuis 2018 est la marque chinoise de Volkswagen spécialisé dans les voitures électriques[59] ;
- Relizane ( Algérie) depuis 2017 destiné au marché local [60].
- Scout (États-Unis) depuis 2020, rachat du fabricant américain de camions Navistar[61]

La gamme du groupe Volkswagen AG s'étend donc de la petite voiture de ville à la voiture haut de gamme en passant par les véhicules sportifs, les utilitaires, les motos ainsi que les camions. Le groupe est non seulement présent dans la construction automobile et leurs innovations, mais propose également des services financiers et des assurances. De plus, il produit des moteurs industriels et des moteurs de bateaux.

## Chiffres clés

### Données financières
| Année | Chiffre d'affaires | Bénéfice avant intérêts et impôts | Résultat net |
| ----- | ------------------ | --------------------------------- | ------------ |
| 2023  | 322 284            | 22 576                            | 17 928       |
| 2022  | 279 232            | 22 124                            | 15 836       |
| 2021  | 250 200            | 19 275                            | 15 428       |
| 2020  | 222 884            | 9 675                             | 8 824        |
| 2019  | 252 632            | 16 960                            | 14 029       |
| 2018  | 235 849            | 13 920                            | 12 153       |
| 2017  | 230 682            | 13 818                            | 11 638       |
| 2016  | 217 267            | 7 103                             | 5 379        |
| 2015  | 213 292            | −4 069                            | −1 361       |
| 2014  | 202 458            | 12 697                            | 11 068       |
| 2013  | 197 007            | 11 671                            | 9 145        |

### Données 2008

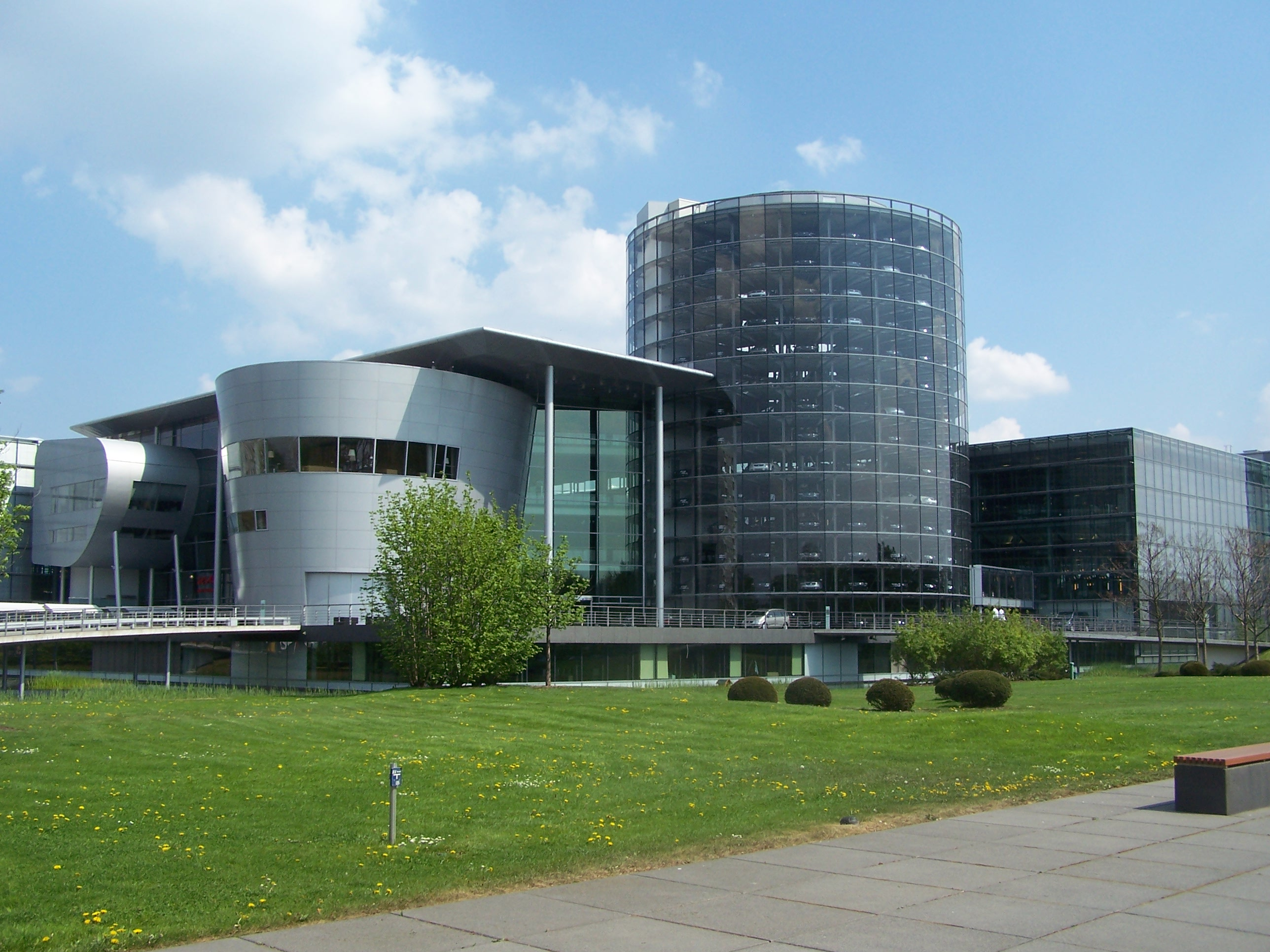
La Fabrique de verre, usine Volkswagen et centre culturel, à Dresde.

Au cours du 1er semestre 2008, le groupe Volkswagen (Volkswagen, Audi, Seat, Skoda) a vendu 3,27 millions de véhicules dans le monde, ce qui le place en 4e position au classement des constructeurs, juste derrière Ford.
- La production annuelle du groupe s'élevait à 6,2 millions de véhicules.
- Chiffre d'affaires de 113,8 milliards d'euros.
- Résultat après impôts : 6,3 milliards d'euros.
- 369 900 employés
- 60 sites de production dans 19 pays.
- Le groupe vend ses véhicules dans 153 pays.
- Part de marché mondiale : 12,1 %
- Part de marché en Europe : 18,9 %

### Données 2010
- La production du groupe s'élevait à 7,2 millions de véhicules.
- Chiffre d'affaires de 126,9 milliards d'euros.
- Résultat après impôts : 13 milliards d'euros.

### Géographie des ventes
Géographie des ventes de véhicules du groupe Volkswagen :
- Europe = 1,84 million de véhicules vendus, dont 534 000 en Allemagne et 282 000 (+ 19 % en 6 mois) en Europe centrale et orientale.
- Les marchés émergents : Chine : en 2013, le groupe y vend 3,2 millions de véhicules[75].

Tiré en avant par la croissance des marchés émergents, le groupe Volkswagen détient en 2020, le 2e rang mondial Toyota et devant Renault-Nissan-Mitsubishi.
Le groupe Volkswagen annonce 9,3 millions de véhicules vendus en 2020, soit 15.2 % de moins qu'en 2019.

## Voitures autonomes
Le 4 janvier 2018 le groupe Volkswagen et la startup californienne Aurora annoncent un partenariat pour le développement de véhicules autonomes, une technologie appelée à être déployée au sein du groupe et de ses douze marques.
En 2020, Volkswagen est également partie prenant du programme de véhicule automatisés de Argo AI.

## Actionnaires
Liste des principaux actionnaires au 18 mars 2022 .
| Porsche Automobil Holding SE            | 31.30% |
| Investisseurs institutionnels étrangers | 26.40% |
| Qatar Investment Authorityts            | 14.60% |
| Flottant                                | 12.80% |
| State of Lower Saxony                   | 11.80% |
| Investisseurs institutionnels allemands | 3%     |
| Autres                                  | 0,10%  |

## Direction de l'entreprise
| No | Portrait                                                          | Identité                          | Période            | Période        | Durée                     |
| No | Portrait                                                          | Identité                          | Début              | Fin            | Durée                     |
| -- | ----------------------------------------------------------------- | --------------------------------- | ------------------ | -------------- | ------------------------- |
| 1  | Pas de portrait sous licence libre disponible pour Hermann Münch. | Hermann Münch (d) (1885 - 1951)   | juin 1946          | décembre 1947  | 1 an et 6 mois            |
| 2  | Heinrich Nordhoff                                                 | Heinrich Nordhoff (1899 - 1968)   | 1948               | 1968           | 20 ans                    |
| 3  | Pas de portrait sous licence libre disponible pour Kurt Lotz.     | Kurt Lotz (en) (1912 - 2005)      | 1968               | 1971           | 3 ans                     |
| 4  | Rudolf Leiding                                                    | Rudolf Leiding (1914 - 2003)      | 1971               | 1975           | 4 ans                     |
| 5  | Toni Schmücker                                                    | Toni Schmücker (en) (1921 - 1996) | 1975               | 1982           | 7 ans                     |
| 6  | Carl Hahn                                                         | Carl Hahn (en) (1926 - 2023)      | 1982               | 1993           | 11 ans                    |
| 7  | Ferdinand Piëch, 2008.                                            | Ferdinand Piëch (1937 - 2019)     | 1993               | 2002           | 9 ans                     |
| 8  | Bernd Pischetsrieder, 2010.                                       | Bernd Pischetsrieder (né en 1948) | 2002               | 2006           | 4 ans                     |
| 9  | Martin Winterkorn, 13 mars 2015.                                  | Martin Winterkorn (né en 1947)    | janvier 2007       | septembre 2015 | 8 ans et 8 mois           |
| 10 | Matthias Müller                                                   | Matthias Müller (né en 1953)      | septembre 2015     | avril 2018     | 2 ans et 7 mois           |
| 11 | Herbert Diess, 9 septembre 2019.                                  | Herbert Diess (né en 1958)        | avril 2018         | 31 août 2022   | 4 ans et 4 mois           |
| 12 | Oliver Blume, 23 mai 2013.                                        | Oliver Blume (né en 1968)         | 1er septembre 2022 | En cours       | 2 ans, 11 mois et 8 jours |

| Portrait                                                          | Identité                             | Période | Période  | Durée         |
| Portrait                                                          | Identité                             | Début   | Fin      | Durée         |
| ----------------------------------------------------------------- | ------------------------------------ | ------- | -------- | ------------- |
| Pas de portrait sous licence libre disponible pour Josef Rust.    | Josef Rust (d) (1907 - 1997)         | 1966    | 1974     | 8 ans         |
| Pas de portrait sous licence libre disponible pour Hans Birnbaum. | Hans Birnbaum (d) (1912 - 1980)      | 1974    | 1979     | 5 ans         |
| Karl-Gustav Ratjen                                                | Karl-Gustav Ratjen (1919 - 2010)     | 1979    | 1987     | 8 ans         |
| Pas de portrait sous licence libre disponible pour Klaus Liesen.  | Klaus Liesen (d) (1931 - 2017)       | 1987    | 2002     | 15 ans        |
| Ferdinand Piëch, 2008.                                            | Ferdinand Piëch (1937 - 2019)        | 2002    | 2015     | 13 ans        |
| Berthold Huber                                                    | Berthold Huber (en) (né en 1950)     | 2015    | 2015     | moins d’un an |
| Hans Dieter Pötsch, 6 mars 2018.                                  | Hans Dieter Pötsch (en) (né en 1951) | 2015    | En cours | 10 ans        |

## Controverses

### Affaire Volkswagen ou «dieselgate»
De 2009 à 2015, le groupe Volkswagen utilisa différentes techniques pour réduire frauduleusement les émissions polluantes pendant leurs tests d'homologation. Le groupe est mis en examen en France en juin 2021.

### Tests sur des humains et des singes
Début 2018, un nouveau scandale éclabousse Volkswagen. Ils sont coupables d'avoir mené des tests sur des singes en 2014 qu'ils avaient enfermés face à des dessins animés pendant qu'on leur faisait respirer la fumée émise par une Beetle afin d'étudier les effets de la pollution des moteurs Volkswagen. Ils sont aussi coupables d'avoir mené une étude en 2013 et 2014 sur 25 humains en bonne santé pour laquelle ils ont dû inhaler du dioxyde d'azote (NO2).

### Entente sur les dispositifs antipollutions
En 2019, l'Union européenne accuse Volkswagen et d'autres constructeurs européens d'entente illégale afin de « priver les consommateurs de la possibilité d'acheter des voitures moins polluantes, alors que la technologie était à la disposition des constructeurs ».
En juillet 2021, l'Union européenne inflige une amende à BMW de 373 millions d'euros et à Volkswagen de 502 millions d’euros, pour une entente avec Daimler sur les systèmes d’épurations de l’oxyde d’azote des voitures diesel, Daimler étant exonéré d'amende ayant révélé cette entente.

### Liens supposés avec des usines chinoises pratiquant le travail forcé des Ouïghours
À la suite de la révélation des China Cables en novembre 2019, la coopération de Volkswagen avec l'État chinois au Xinjiang, dans un contexte de répression de la population ouïghoure, est questionnée,.
Le directeur général de Volkswagen avait déclaré en avril 2019 qu'il n'était pas informé de la pratique de la détention collective de Ouïghours au Xinjiang, bien que l'entreprise ait une usine au Xinjiang depuis 2013.
Selon un rapport publié en mars 2020 par l'Institut australien de stratégie politique, ASPI, Australian Strategic Policy Institute, think tank créé par l'État australien, les usines ayant recours au travail forcé des Ouïghours au Xinjiang, région au nord-ouest de la Chine, font partie de la chaîne de production de 83 marques internationales, parmi lesquelles Volkswagen. Les Ouïghours sont une minorité musulmane persécutée en Chine.

### Coopération avec la dictature militaire brésilienne
De l'aveu même de ses dirigeants, le service de sécurité de la filiale brésilienne de Volkswagen a collaboré dans les années 1970 avec la police politique de la dictature militaire. Au moins sept salariés de l'entreprise ont été remis sur la base de cette collaboration à la police politique, alors qu'il était de notoriété publique que la torture était pratiquée par le régime. L'entreprise allemande aurait perçu favorablement le coup d’État militaire de 1964, estimant qu'il conduirait à une politique favorable aux entreprises et plutôt répressive pour les syndicats.
Par ailleurs, le premier patron de la filiale brésilienne de Volkswagen était un ancien nazi.
Volkswagen est mise en cause par la justice brésilienne en 2022 pour esclavagisme. L'entreprise a géré dans les années 1970 une ferme où les travailleurs étaient retenus contre leur gré et n’étaient pas payés.

## Prises de position
En mai 2024 et à un mois des élections européennes, le « patron » de Volkswagen ainsi que ceux d'une trentaine d'entreprises allemandes, signent une tribune contre l'extrême-droite, représentée par le parti Alternative pour l'Allemagne (AfD) dont les intentions de vote montent dans les sondages. Selon la tribune, « les partis xénophobes découragent » les travailleurs étrangers dont auraient besoin ces sociétés. Les entreprises signataires entendent également organiser des ateliers, des réunions publiques et des forums en interne.